# Prohászka Ottokár
Prohászka Ottokár (Nyitra, 1858. október 10. – Budapest, 1927. április 2.) magyar római katolikus pap, egyházi író, kétszeres, filozófiai és teológiai doktor, politikus, egyetemi tanár, a Magyar Tudományos Akadémia rendes tagja, országgyűlési képviselő, 1905-től haláláig Székesfehérvár tizenötödik megyés püspöke. A magyar keresztényszocializmus legjelentősebb képviselője, az 1920-as évek Magyarországának egyik legbefolyásosabb embere, a magyar egyháztörténet egyik legismertebb alakja, egyben a 20. századi magyar történelem egyik legvitatottabb személyisége is.
1905-ben kapta meg Székesfehérvár püspöki székét. Már főpapi beiktatásakor a magyar közélet egyik legtiszteltebb egyénisége, aki a liberalizmus és az egyház összefonódásának filozófiáját és annak fontosságát hirdette. Székesfehérvár fejlődésének nagy pártolója, az egyházmegye puritán, közvetlen, tevékeny, mecénás és adakozó püspöke. Ezzel szemben nyílt antiszemita, a numerus clausus-törvények magyarországi beiktatásának vezéregyénisége, a magyar antiszemitizmus és végső soron a zsidótörvények megszületéséhez vezető antiszemita közhangulat elsőszámú letéteményese. 

1927-ben bekövetkezett hirtelen halála megrendítette a magyar közéletet. Püspöki székvárosában gyorsan kultusza alakult ki: szobra és emlékműve is áll a városban, park és utca őrzi nevét, sírtemploma, a Prohászka Ottokár-emléktemplom Magyarország egyik legnagyobb egyházi épülete. Halálakor Sík Sándor így fogalmazott: 
Mindnyájan árvák lettünk. A legnagyobb magyar ember, Magyarország apostola, Székesfehérvár próféta-püspöke, mindnyájunk édesapja meghalt.
Nem rokona Prohászka Lajos neveléstudósnak.

## Származása
Édesapja, Prochaska Domokos (1817–1879) Morvaországból származott, ősei német ajkú iparosok, hivatalnokok voltak. Az Osztrák–Magyar Monarchia k. u. k. hadseregének tisztjeként egyre feljebb haladt a ranglétrán; egy vadászezred hadnagyaként került Magyarországra. A negyvenéves, jó megjelenésű vadásztiszt egy 1857-ben, Pozsonyban rendezett bálon találkozott az alig 19 éves Filberger Anna Mária Antónia kisasszonnyal (1838–1888), Filberger András és Ehrengruber Anna (1804–1872) lányával. Mivel a Prochaska család nem rendelkezett a kaucióhoz elegendő anyagiakkal, Domokos kilépett a seregből, s jelentkezett a Pénzügyminisztériumba, ahol tisztviselői álláshoz jutott. Pozsonyba költöztek, de első gyermekük, Ottokár mégsem ott, hanem Nyitrán született, a várandós anya szülei házában. Filbergerék felmenői Svájcból települtek át Nyitrára, s csakhamar a város egyik legtekintélyesebb családjává váltak, az 1800-as években német nyelvű magyaroknak vallották magukat. Ottokár anyai nagyapja, Filberger András fiatalkorában pékmester volt.

## Pályafutása

### Gyermek- és ifjúkora
Ottokárt október 13-án Nécsey András káplán keresztelte. A keresztszülők anyai nagybátyja, Filberger Rezső és felesége, Császka Mária, a későbbi kalocsai érsek, Császka György nővére volt.
Az apa áthelyezései miatt a család többször változtatott lakhelyet. 1861-ben a Vág partjára, Rózsahegyre költöztek. Itt születtek testvérei is, Irma és Gusztáv. Ehhez a városhoz kötötték első élményei, itt tanult meg járni, beszélni, a helyi templomban hallgatta élete első szentmiséjét. A környező gyönyörű táj lenyűgözte a hat-hétéves Ottokárt, becenevén Ottót. Szülővárosában járta ki az elemi iskola első osztályát (1865–66).
1866-ban Prohászkáék a színtiszta magyar nyelvű Losoncra költöztek, ahol Ottokár három évet töltött. Itt nemcsak tantárgyként tanulta a magyar nyelvet, de a helyi, az anyaországhoz lojális közösségben megtanult magyarul érezni és gondolkodni is. 1869-től két éven át a Nyitrai Piarista Gimnáziumba járt, ahol a legkiválóbb tanulók közé tartozott.
Két év után otthagyta a gimnáziumot, hogy – szintén két éven át – a kalocsai jezsuita gimnáziumba járhasson. Itt határozta el 14 éves korában, hogy szerzetes lesz, bár családja korainak tartotta az elhatározást. Apja azt tanácsolta neki, hogy ha valóban pap akar lenni, legyen inkább egyházmegyés pap. Ottokár 1873. augusztus 4-én felvételt nyert az esztergomi kisszeminárium tagjai közé, ahol világi papok és bencés szerzetesek is oktattak (utóbbiak csak a vizsgáztatást végezték). 17 éves korában, kitüntetéssel érettségizett.
Német anyanyelve mellett megtanulta a magyart, szlovákot és latint, de tudott franciául, ógörögül és héberül is.

### Lelkipásztori pályafutása

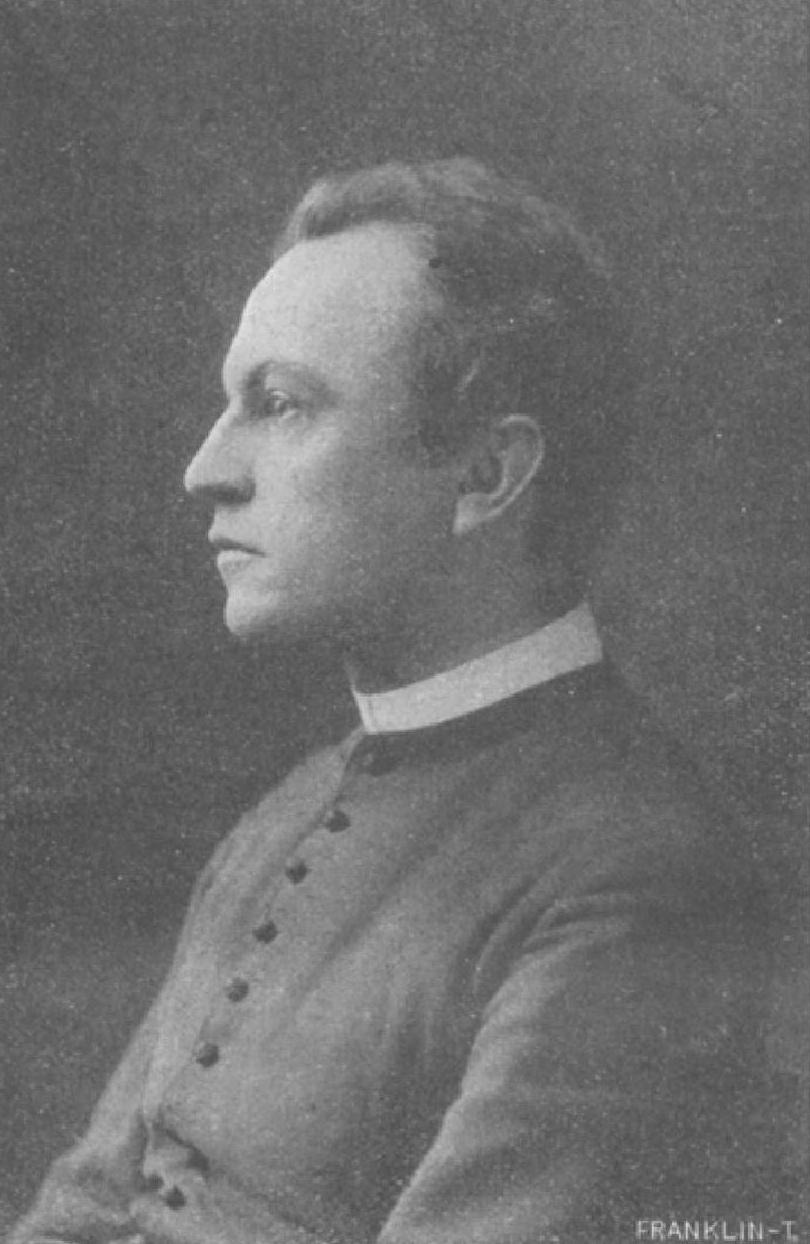
Prohászka 1905-ben, újonnan kinevezett püspökként, szentelése előtt

Teológiai tanulmányait Simor János érsek kezdeményezésére Rómában végezte, ahol az Esztergomi főegyházmegye kispapjaként a Collegium Germanicum et Hungaricum növendéke és a Gregoriana Pápai Egyetem hallgatója volt. 1881. október 30-án szentelték pappá Rómában. Filozófiai és teológiai doktorátust szerzett.
1882-ben az esztergom-belvárosi plébánián kezdte meg lelkipásztorkodását, káplánként. A plébániahivatal épületén 1934-ben emléktáblát is avattak a tiszteletére. Még ugyanebben az évben, 1882-ben a líceum (kisszeminárium) latin–ógörög nyelvtanára, 1884-ben az Esztergomi Szeminárium dogmatikatanára, 1890-től pedig spirituálisa is lett; forradalmasította a hazai papnevelést. 1901-ben férfiaknak tartott lelkigyakorlataival szerzett országos ismertséget. Esztergomi évei alatt a Magyar Sion társszerkesztője (1887–1904), és az Esztergom című politikai lap főmunkatársa (1895–1898), illetve kiadója (1898–1910) volt. 1904-ben a Budapesti Tudományegyetem dogmatikatanárává nevezték ki.

### Püspöki pályafutása
1905. október 17-én Ferenc József király székesfehérvári püspökké nevezte ki, pápai megerősítést december 11-én kapott. December 21-én Rómában szentelte püspökké X. Piusz pápa, elődje, Városy Gyula kalocsai érsek és Majláth Gusztáv Károly erdélyi püspök segédletével. Székét 1906. január 21-én foglalta el.
Farkas Edithtel megalapította a Szociális Missziótársulatot. Püspöki birtokain 1914–1918-ban megvalósította az örökbérletet: mintegy 1500 holdat parcelláztatott fel, elsősorban az első világháborúból hazatérők között. A Katolikus Néppárt egyik alapítója, a magyar keresztény-szocialista mozgalom vezéregyénisége. 1919-ben a proletárdiktatúra megdöntésére szervezkedő székesfehérvári ellenforradalmárok vezetője. Szociális és reformtervei megvalósítása érdekében szerepet vállalt a világháború utáni első nemzetgyűlésben: 1920–1922 között Székesfehérvár országgyűlési képviselője, és a Keresztény Nemzeti Egyesülés Pártjának elnöke volt, ugyanakkor hamar kiábrándult a „keresztény kurzusból”.
1909-től a Magyar Tudományos Akadémia levelező, 1920-tól rendes tagja. 1915-ben a Szent István Akadémia alapító tagja volt. 1926-ban a Kisfaludy Társaság tagjai közé lépett.
1927-ben a Központi Papnevelő Intézetben hunyt el. 1938 óta a székesfehérvári Prohászka Ottokár-emléktemplomban nyugszik.

## Jelentősége és személye körüli viták
Ékes, egyéni stílusa révén a modern katolicizmus egyik legnagyobb hatású képviselője, a 20. század eleji katolikus megújulás egyik programadója. Írásai máig hatóak, gondolatai, személye ma is viták tüzében áll.
Szellemi irányultságát, lelkiségét római neveltetése határozta meg. XIII. Leó pápa Rerum novarum enciklikájának fordítójaként a szociális gondolkodás hirdetője lett; a századfordulón az egyházban megvalósítandó reformokat sürgette.
„Az egyház nem kapaszkodhatik bele a rendiség fönnmaradt törmelékeibe, nem sorakozhatik hív zsoldosként a csupán társadalmi elvet képviselő arisztokráciának zászlai alá; nem rokonszenvezhet a nemességgel mint valami irigyletes intézménnyel; neki egészen, teljesen a polgári társadalom, mondjuk, a nemzet alapjára kell állni. Ez a jelen kornak küzdő porondja; itt az alkotás, itt az érvényesülés tere. 
A főpapoknak nem lehet ma már főnemeseknek lenniök; nem lehet a főpapság kiváltságos rendjének korlátai mögé húzódniok; a közjogban, igaz, van még néhány léc a régi korlátszerkezetből, de az is vajmi szúette és korhadt; de a társadalmi életben se maradjanak régi, elévült hagyományaiknál; a társadalmi életben még ma is rendet képviselhetnek, de ez a rendiség nem életrevaló eszmékben, hanem inkább az egyéni hiúság csiklandozásában bírja összes létokát. Míg az elévült fölfogásnak gyöngeségével lépnek föl, addig többé-kevésbé nem fognak bírni érvényesülni; az emberek idegenkedve néznek rájuk, mint nem a mai korba való emberekre; szavaik időszerű tettek híjával tört nyilak; egész létük s kihatásuk árnyszerű.” 
Jól látszik, hogy „demokrácián” a feudális főpapi kiváltságoktól való elszakadást, és a hívek felé irányuló olyan lelkipásztori figyelmet értett, amit talán Ferenc pápa szavával lehet megfogalmazni: „a pap legyen bárányszagú”. Társadalmi téren ugyanakkor támogatta az általános és titkos választójogot sőt, a nők választójogát is.
Az egyház megújulásáról olyan nézeteket vallott – az iméntieken túl a modern tudománnyal és kultúrával való párbeszédet, a világiak szerepének fontosságát az apostolkodásban –, amelyeket csak fél évszázaddal később, a második vatikáni zsinaton tett magáévá az egyház. Modern nézeteit több írásában, így a Modern katolicizmus (1907) című könyvében és Az intellektualizmus túlhajtásai (1910) című akadémiai székfoglalójában is kifejtette; utóbbiban Henri Bergson tanítványától, Édouard Le Roy-tól átvett tételek is felismerhetők. Bírálatot írt Karl Marx Tőkéjéről. Úgy látta, hogy ha az egyház nem talál választ a szociális feszültségekre, az az ateista baloldal térnyeréséhez vezet. Miközben kíméletlen harcot folytatott a forradalmi munkásmozgalom és a Nyugat, főként Ady Endre ellen, modernista nézetei miatt Rómában 1911-ben fenti két művét és egy karácsonyi cikkét indexre tették, amiben szerepet játszottak Szabó Szádok, az Angelicum domonkos professzorának elmarasztaló ítéletei és Prohászka hazai ellenfeleinek állásfoglalásai az indexkongregáció titkáránál.
Az első világháború kitörése után azt írta, hogy a háborúnak különböző erkölcsnemesítő hatásai vannak.
„A háború, jóllehet nagy baj, de azért Isten céljait, s szándékait szolgálja... kikerülhetetlen az összecsapás az alsóbb, s felsőbb fajok közt.  
Nehezen illeszthető politikai-ideológiai kategóriákba, ezért bírálói, védelmezői vannak a legkülönbözőbb gondolkodású körökben. Népszerűsége az ezredfordulón emelkedőben van, elfelejtett műveit újra olvassák. A második világháború utáni korszak történet- és irodalomtörténetírása a Nyugat polgári gondolkodói elleni vitáit, a katolikus egyház és a magyar keresztény hagyomány csökönyös védelmezőjét látta benne. Újraértékelése máig tartó folyamat. Várható, hogy Prohászka tartósan a 20. század magyar történelmének és személyiségeinek értékelése körüli „kultúrharc” középpontjában marad. Műveinek, személyiségének, gondolatrendszerének tudományos igényű értékelése az elmúlt évtizedek egyoldalúságai miatt jelentős elmaradásban van, éppen ezért felszínes ítéletek, tévhitek övezik.
Szoros szellemi kapcsolatban állt az evologika kidolgozójával, az orkesztika nevű mozdulatművészeti iskola alapítójával, a mélyen hívő, matematikusi és zeneakadémiai képzettséggel is rendelkező, katolikus misztikus Dienes Valériával.

### Antiszemitizmusa

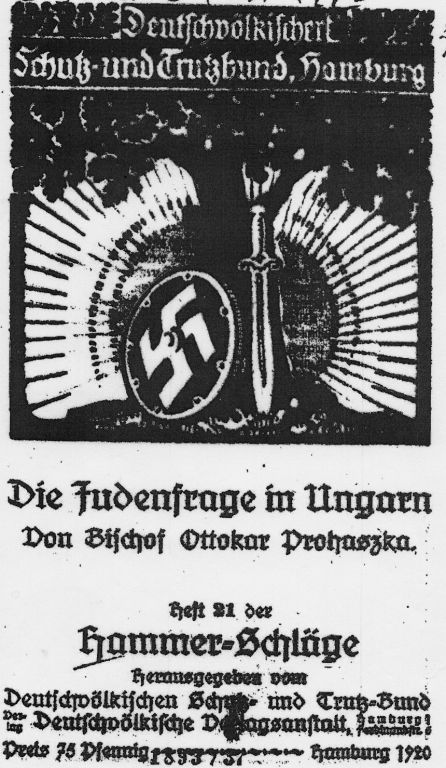
Die Judenfrage in Ungarn (A zsidókérdés Magyarországon) című írása, (Deutschvölkischer Schutz- und Trutzbund, Hamburg, 1920)

Prohászka Ottokár életművének legnagyobb belső ellentmondása, hogy ez a számtalan katolikust, közöttük akárhány katolikussá lett zsidót lelkesítő lelkipásztor és politikus ugyanakkor élesen zsidóellenes volt, és Fazekas Csaba szerint indokolatlan szójáték ezt a „zsidóellenességet” megkülönböztetni az antiszemitizmustól. A kérdésről interneten is hozzáférhető, nívós nyilvános disputa olvasható Fazekas Csaba és Mózessy Gergely között.
Prohászka politikailag is képviselt modern zsidóellenessége a két világháború közötti Magyarország középosztályának gondolkodására alapvető hatással volt. Politikai nézetei és antiszemitizmusa elsősorban abból a feltevésből táplálkozott, amely szerint modernitásnak a zsidóság és a kapitalizmus olyan irányt szab, amely ellen az általa képviselt modern katolicizmusnak védekeznie kell.
Fazekas Csaba szerint „leegyszerűsítő és lekicsinylő az a cáfolat, amely azt mondja, hogy aki Prohászkát antiszemitának állítja, 1. nem ismeri munkásságát, 2. valamiféle agymosás öntudatlan áldozata. Zsidóellenesnek épp úgy és épp azért tarthatjuk, mert felelősen átolvassuk vonatkozó szövegeit, megismerjük a befogadó közeget és az abban kifejtett hatását.”
„Mi az antiszemitizmust nem faji, vallási, hanem szociális, üzleti reakciónak fogjuk fel” – írta már 1893-ban, majd hozzátette: – „A zsidóság fekélye csontvázzá rágta a keresztény magyar népet, s a nemzetnek nagy részét koldusbotra juttatta.” Nézetei később sem változtak. A zsidóság „sakterkezek alatt vérbe akarta fojtani a magyarságot” – fogalmazott 1923-ban, ezért nemzeti önvédelemnek tartotta a „pozitív”, azaz a keresztényeket előnybe helyező antiszemitizmust, és a liberalizmus mételyével az általa megalkotott fogalmat, a „hungarizmust” állította szembe.

A Prohászkát – övező indulatok egyik forrása (a „hungarizmus” kifejezés mellett) az, hogy több írásában, beszédében foglalkozott a zsidókérdéssel. Az ilyen témájú értekezéseit Bosnyák Zoltán Prohászka és a zsidókérdés c. tanulmányával együtt Az én antiszemitizmusom címmel adta ki a Gede Testvérek Kiadó 2003-ban. Nézeteit, amelyeket szóban és írásban sokszor kifejtett, többek közt a következő idézetek tükrözik: 
„A zsidó morál valóságos átka a keresztény műveltségnek, amely átkon ez a keresztény kultúra okvetlenül tönkremegy, ha nem dobja ki magából a mérget.” – „Az antiszemitizmus a keresztény erkölcstan és a keresztény társadalmi rend reakciója, s mint ilyen, a legjogosultabb mozgalom.” – Ugyanakkor: „az antiszemitizmus csak akkor jogosult, ha a zsidó birtokszerzést, tehát a zsidó morálist üldözi. S ezen tekintetben természetesen az igazi antiszemitizmus nem a zsidó faj, hanem azon erkölcstelen fajzat ellen irányul, mely, származzék bár zsidó vagy keresztény vérből, hódol a zsidó fosztogatási pénzszerzésnek.” 
„Mai ítéletalkotásunk Prohászka zsidóellenességéről elsősorban annak a függvénye, mennyire tekintjük személyét a vészkorszak előfutárának.”  Mindenesetre vannak, akik Prohászkát a fenti és számos hasonló dokumentált kijelentései alapján a magyar holokauszt egyik vezető szellemi előkészítőjének tekintik.
Prohászka már 1918 óta követelte a numerus clausust. 1944-ben azután a magyar antiszemitizmus klasszikusai közül Prohászka vált az egyik leggyakrabban idézett hivatkozási alappá. Ez annyiban biztosan torz utólagos értelmezésnek minősíthető, hogy Prohászka nem vérségi és náci értelemben vett faji nacionalizmusban gondolkodott. Ezt bizonyítja utolsó munkája, a „Zsidó testvéreimhez” c. kézirat, amely lényegében kikeresztelkedésre és katolikus megtérésre szólítja föl a zsidókat. Mindenesetre a 30-as évek – akárhányszor Prohászkára hivatkozó – nyilasaitól és nácijaitól aligha lenne könnyű ilyen című szövegeket idézni. Arra is van példa, hogy pozitívan nyilatkozott a vallásukhoz ragaszkodó zsidókról, és ezen az alapon jó viszonyt ápolt pl. a székesfehérvári rabbival. Ennyiben kijelenthető, hogy ő a „jó zsidók – rossz zsidók” ellentétpárjában gondolkodott. Hozzá kell azonban tenni, hogy ez is egyértelmű zsidóellenesség, hiszen a zsidóságot feltételesen, valamiféle szerinte szükséges magatartozásváltás esetén fogadta el „testvér”-nek: 
„Teljesen igaz, hogy vannak derék zsidók, de a zsidóság idegen, kereszténységet leszorító, honfoglaló, minket kisajátító, idegen hatalom. (…) Itt egy rafinált, romlott, hitetlen és erkölcstelen faj garázdálkodásáról van szó, poloskainvázióról, patkányhadjáratról. Egy kérdés van: hogyan védekezzünk?” 
Bangha Béla páterrel szemben Prohászka gyakran tiltakozott az antiszemitizmus vádja ellen. A holokausztot nem érte meg, így arról közvetlenül nyilván nem tehet, de mint Gyurgyák János történész írta, Banghával együtt „tragikus hatással voltak a magyar intellektuális és politikai életre.”
Az összkép komplexitását azonban jól mutatja, hogy Prohászka barátja és támogatója volt Slachta Margit, a Szociális Testvérek Társasága alapítója, aki a Világ Igaza kitüntetést kapta második világháború alatti következetes zsidómentő munkájáért. Ennek a társaságnak volt tagja Salkaházi Sára is, aki életét adta a védelmezett zsidókért. Slachta Margit 1941. július 8-án kelt levelében zarándoklatot szervezett „Istenben boldogult Prohászka püspök sírjához”, miután már korábban szót emelt a zsidótörvények ellen, ezzel egyidőben pedig már elszántan tiltakozott a körösmezői deportálások ellen. Nyilvánvaló tehát, hogy Slachta úgy vált zsidómentőként a Világ Igazává, hogy eközben Prohászka tisztelője maradt. Épp ennyire nyilvánvaló persze, hogy Prohászka maga aligha kapja meg a Világ Igaza kitüntetést…
Prohászka fönt idézett sorai a holokauszt utáni Magyarországon vállalhatatlanok és botrányosak. Ugyanakkor egy nagy életműnek csak egyik oldalát képezik: hasonlóan vállalhatatlan szövegeket lehet idézni számos kortárstól, pl. Móricz Zsigmondtól, Kosztolányi Dezsőtől, vagy Babits Mihálytól. Kétségtelen, hogy Prohászka is alakítója volt kora antiszemita közbeszédének, és nem érezte meg ennek konkrétan életveszélyes voltát.
Fazekas Csabát idézve: „ez az egész antiszemitizmus-vita vélhetően azért is ég oly magas hőfokon, mert… alig találkozunk olyan megnyilatkozással, amely az életmű teljességének ismeretében ki tudna és akarna jelölni olyan határokat, hogy eddig vállalható mindaz, amit mondott és írt, innentől magyarázható, innentől pedig elfogadhatatlan – pedig mindezzel aligha sérülnének Prohászka tevékenységének tényleges érdemei.”

## Utóélete és emlékezete

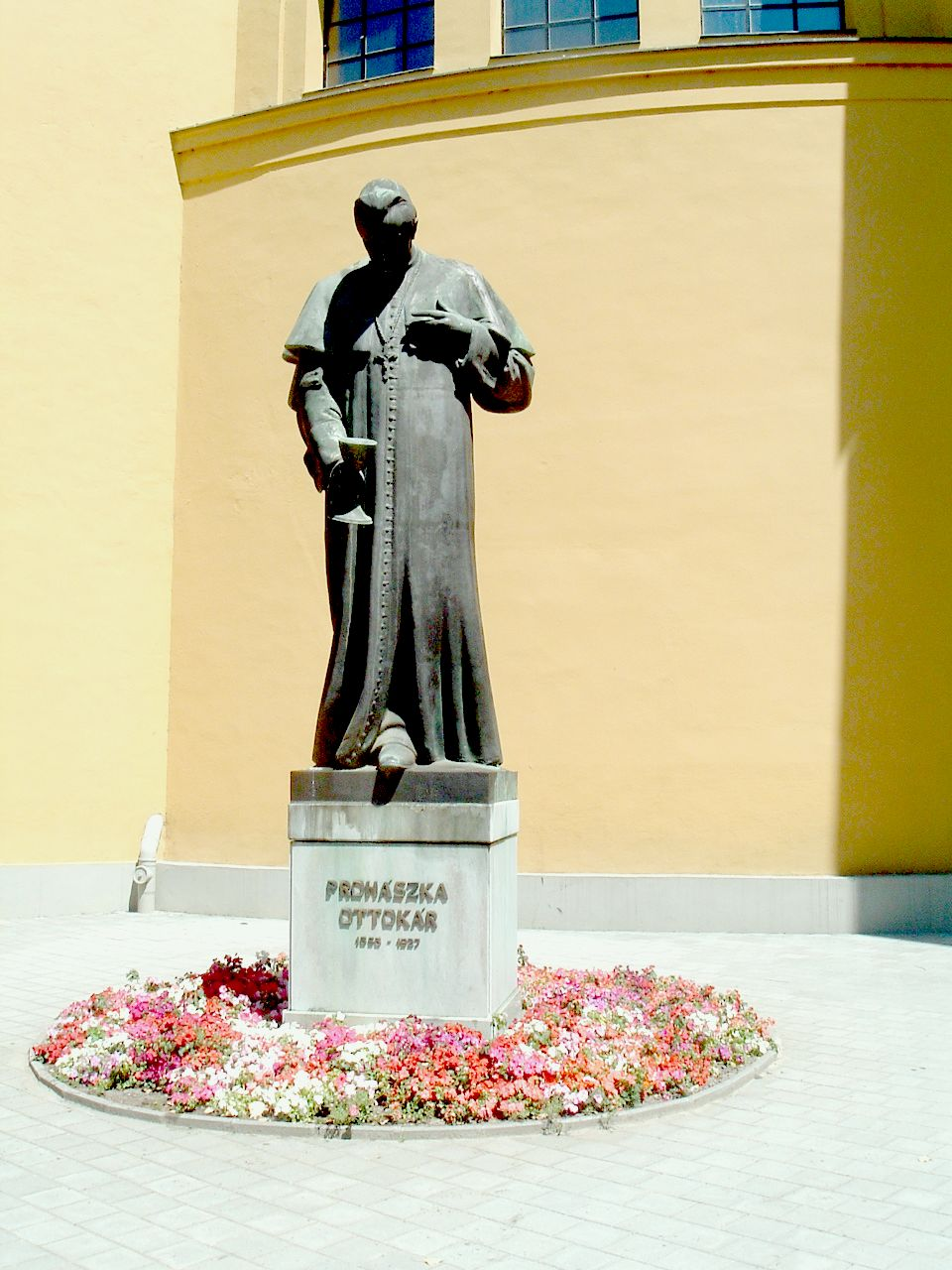
Prohászka Ottokár szobra Székesfehérvárott, a Prohászka-templom mellett
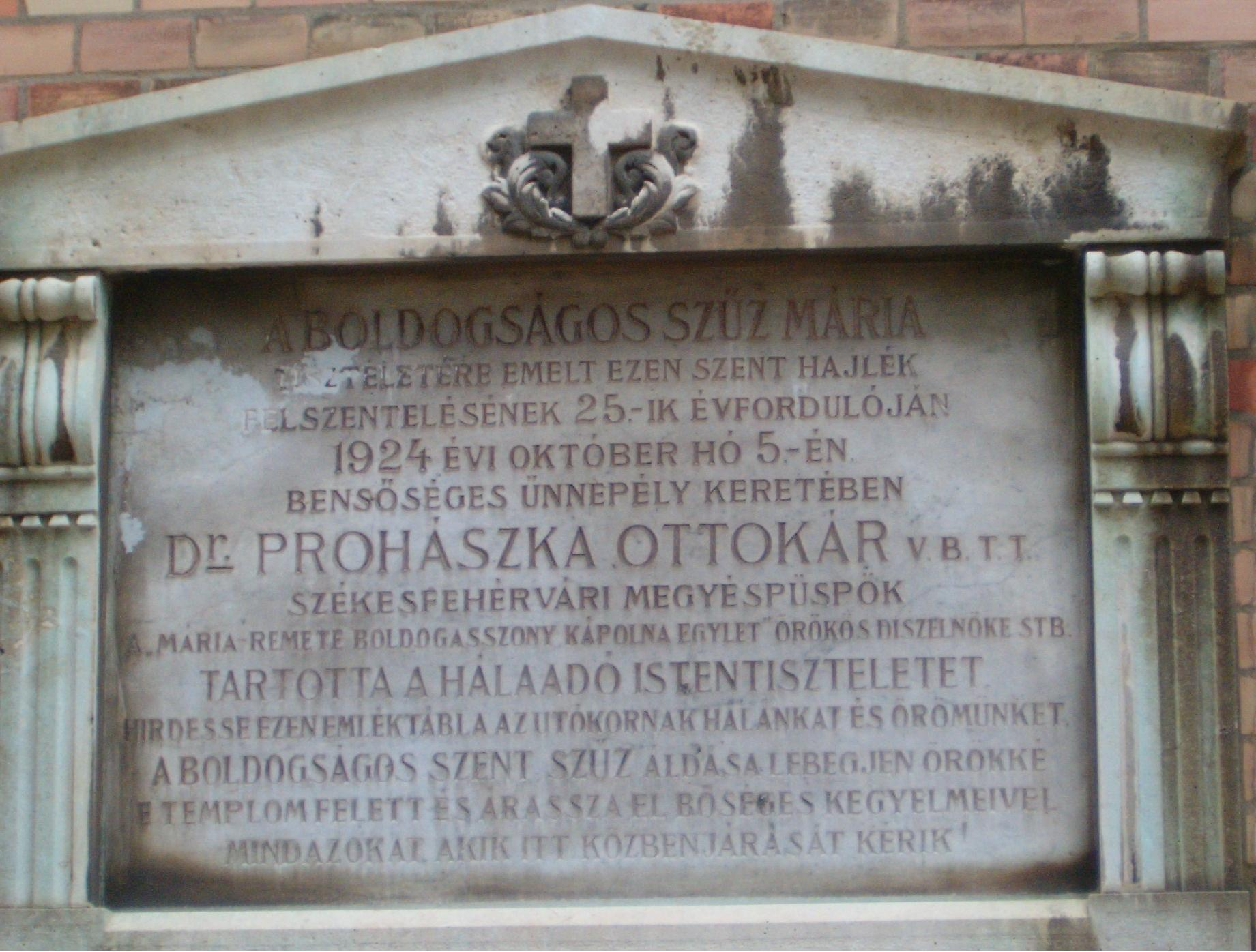
Prohászka Ottokár emléktábla a Máriaremetei templom falán
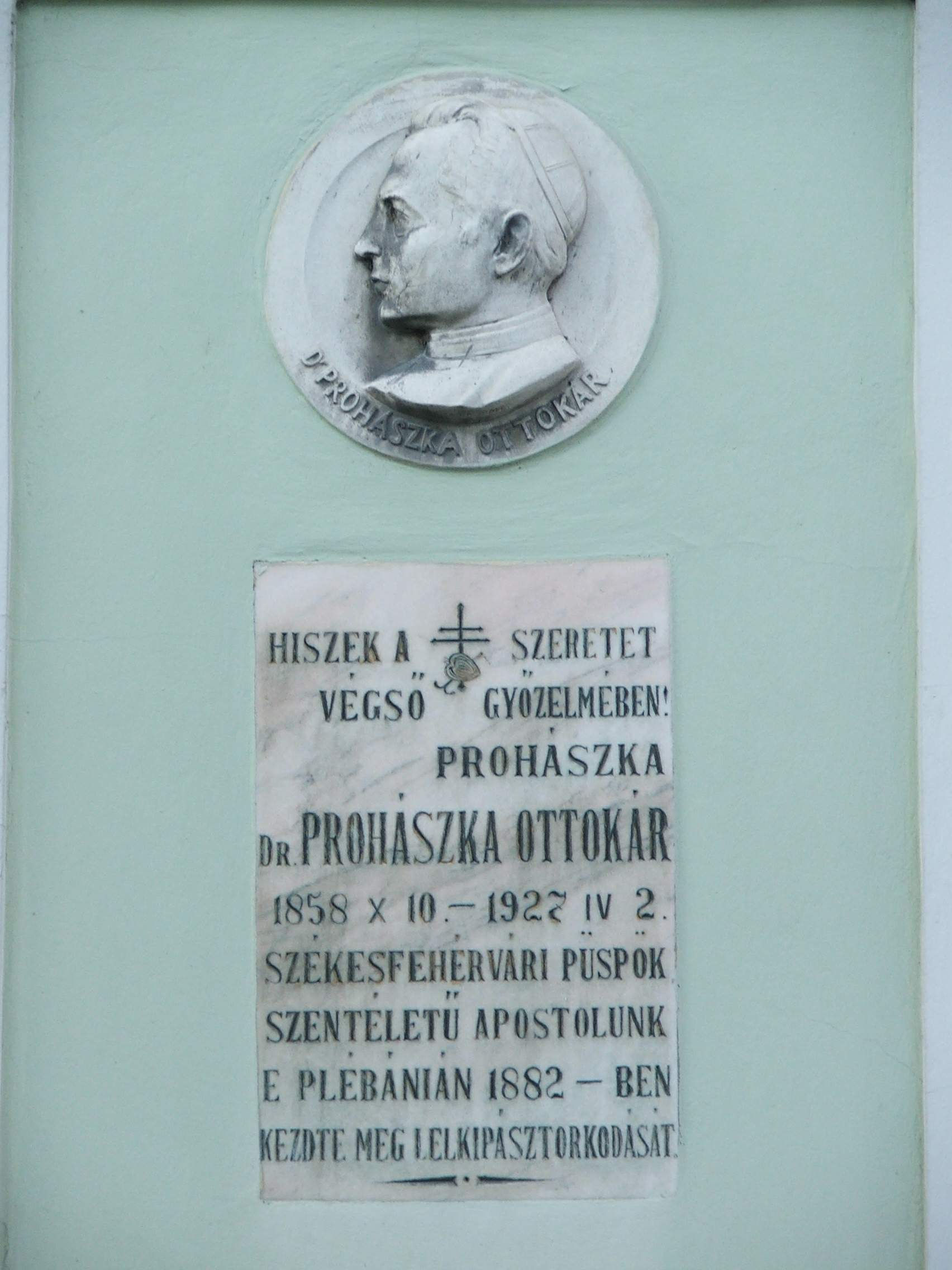
Emléktáblája Esztergomban

A magyar lelkiségre gyakorolt hatását Pázmány Péteréhez hasonlítják. Az Eucharisztia és Krisztus misztériuma mélyen foglalkoztatta, a 20. század nagy misztikusai közé sorolják.
Emlékére Székesfehérvárott hatalmas templomot építettek, mely Fábián Gáspár tervei alapján készült el 1933-ra. Az 1940-es évek elején Székesfehérvárról kezdeményezték boldoggá avatását, de ezt sem Serédi Jusztinián érsek-hercegprímás, sem az index miatt a Vatikán nem támogatta. A budapesti Károlyi-kertben 1934-ben emelt bronzszobrát (Fülöp Elemér alkotását) 1947. április 26-ról 27-re virradó éjjel Faludy György író vezetésével szociáldemokrata ifjúmunkások ledöntötték. 1984. április 2-án állították fel újra a székesfehérvári Prohászka-emléktemplom mellett a plébánia kertjében, majd 1992-ben a templom előtti parkban.
Összes műveit 25 kötetben 1928–1929-ben a Szent István Társulat adta ki, Schütz Antal piarista dogmatika professzor szerkesztésében. Naplóját, a Soliloquiát, Barlay Ö. Szabolcs előszavával a Prohászka kiadó 2002-ben és 2004-ben újra publikálta. 2006-ban a Prohászka-emlékév kapcsán komoly rendezvénysorozat zajlott püspökké szentelésének 100. évfordulóján. Székesfehérvárott kiállítást rendeztek tiszteletére, és az emlékév kapcsán Szabó Ferenc S.J. tollából egy könyv is megjelent a püspökről a Kairosz Kiadó gondozásában Prohászka Ottokár időszerűsége címmel.
1935-ben Szmida Kálmán kezdeményezésére Nyitrán, a Szent Mihály-kápolnában, ahol megkeresztelték is bronz domborművet avattak emlékére.
Miközben sokan a későbbi politikai hungarizmus, akár a huszadik századi magyar antiszemitizmus zászlóvivői közé sorolják, mások oktatási intézmények és szervezetek sorát nevezték el róla humanizmusáért, embertiszteletéért, mély hitéért és a magyar keresztény hagyományokhoz való következetes ragaszkodásáért.

## Művei

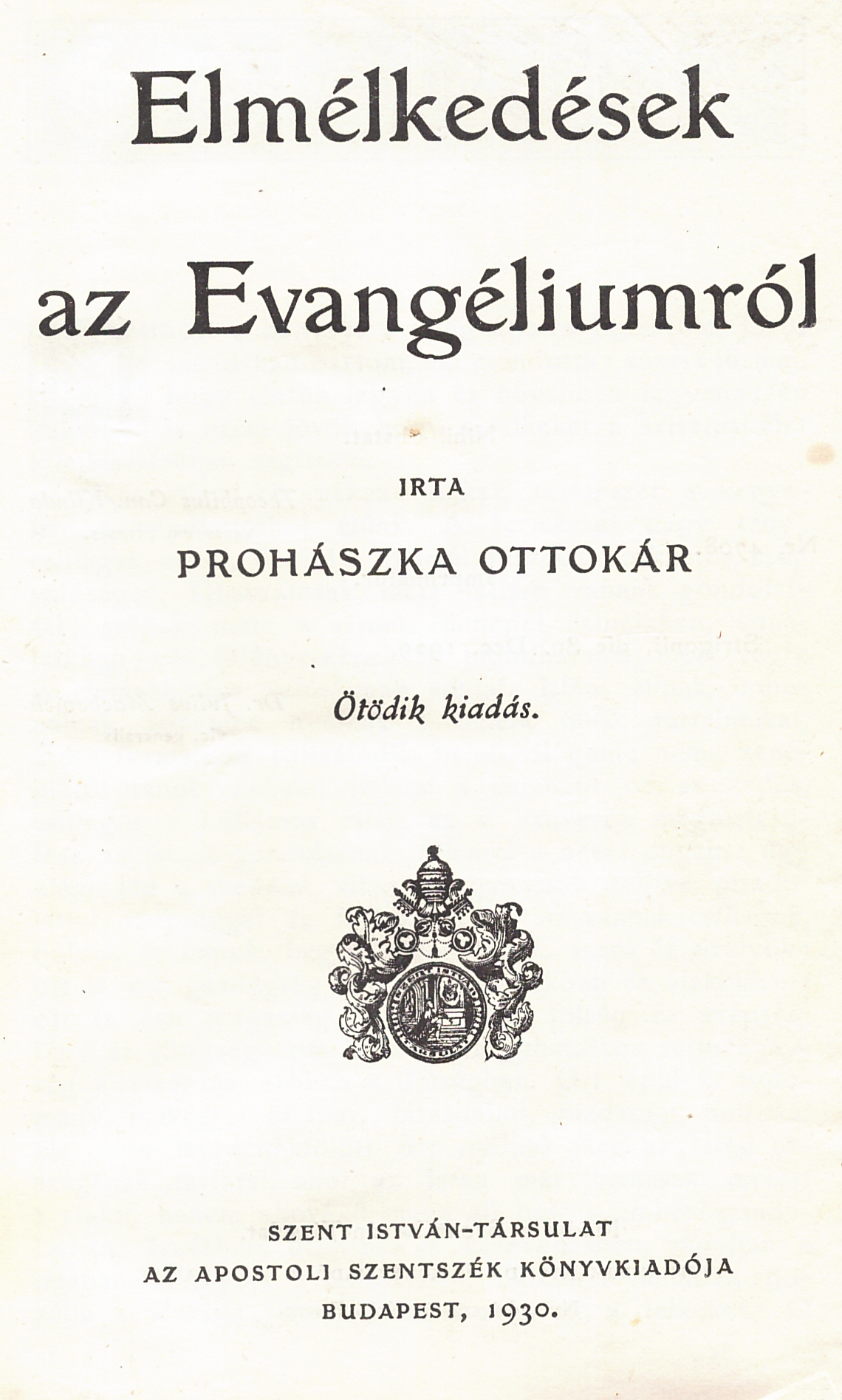
Elmélkedések az evangéliumról (5. kiadás, 1930)

Digitálisan több elérhető a MTDA és a PPEK honlapján.

### Életében (1927-ig)
- Isten és a világ. Különös tekintettel a természettudományokra; Buzárovits Ny., Esztergom, 1890
- A keresztény bűnbánat és bűnbocsánat; Buzárovits Gusztáv, Esztergom, 1894
- Produktív-e a pénz?; Szent István Társulat, Bp., 1897 (A Szent István-Társulat Tudományos és Irodalmi Osztályának felolvasó üléseiből)
- Gondolatok a századvégi hódolatnak és a magyar katolicizmus 900. jubileumának ünnepére; Stephaneum Ny., Bp., 1900
- Föld és ég. Kutatások a geológia és theológia érintkező pontjai körül; Buzárovits Ny., Esztergom, 1902
- A diadalmas világnézet; Buzárovits, Esztergom, 1903
- Szt. beszédek 902–903. évben; Teplán, Esztergom, 1904
- Modern katholicizmus; Szent István Társulat, Bp., 1907
- Elmélkedések az Evangéliumról; szerzői, Székesfehérvár, 1908
- Jegyzetek. Prohászka Ottokár 1909. április 3–7 ig Budapesten a Sznt. Margit-zárdában tartott húsvéti elmélkedéseiből; s.n., s.l., 1909
- Az intellectualismus túlhajtásai; Athenaeum, Bp., 1910
- Magasságok felé. Kisebb dolgozatok; Élet, Bp., 1911
- Prohászka Ottokár főpásztori szózata az 1913. évi nagyböjtre; Egyházmegyei Ny., Székesfehérvár, 1913
- A túlvilág tornácaiban. Novemberhavi elmélkedések; Szociális Missió, Bp., 1913
- Világosság a sötétségben; Élet, Bp., 1914 (Az "Élet" könyvei)
- A pünkösdi lélek. Elmélkedések; Szociális Missió, Bp., 1914
- Prohászka Ottokár konferencia-beszédei, melyeket Aradon az intelligens hölgyközönségnek tartott; Oltáregyesület, Arad, 1915
- A háború lelke; "Élet"-kiadás, Bp., 1915
- A Jordán partjától Táborhegyig. Elmélkedések; Szociális Missió, Bp., 1915
- Bethániától a Golgotáig. Elmélkedések; Szociális Missió, Bp., 1915
- Gloria in excelsis. Elmélkedések; Szociális Missió, Bp., 1915
- Rorate coeli! Ádventi elmélkedések; Szociális Missió, Bp., 1915
- A feltámadott nyomaiban. Elmélkedések; Szociális Missió, Bp., 1916
- A keresztfa alatt. Elmélkedések; Szociális Missió, Bp., 1916
- A szép szeretet anyja. Elmélkedések; Szociális Missió, Bp., 1916
- A Táborhegytől Bethániáig. Elmélkedések; Szociális Missió, Bp., 1916
- Dominus Jesus. Nyolc konferencia, melyet a budapesti egyetemi templomban tartott Prohászka Ottokár; 3. kiad; Buzárovits Ny., Esztergom, 1917
- Prohászka Ottokár konferencia-beszédei melyeket mondott 1917. márc. 28-tól ápr. 1-ig; s.n., Bp., 1918
- Kultúra és terror; Élet, Bp., 1918
- Iránytű a magyar diákok számára; Magyar Jövő, Bp., 1920 (A Zászlónk diákkönyvtára)
- Ünnepi harangszó. Prohászka Ottokár, Gömbös Gyula, Farkas Edith beszédei az 1920. dec. 10-én tartott Horthy-ünnepélyen; Élet Ny., Bp., 1921
- Prohászka Ottokár konferencia beszédei, melyeket a budapesti egyetemi templomban mondott 1918. március 28-tól 31-ig. Prohászka Angela feljegyzése nyomán; Stephaneum Ny., Bp., 1921
- Dante. Székfoglaló értekezés; MTA, Bp., 1921
- Prohászka Ottokár konferencia beszédei, melyeket a budapesti egyetemi templomban mondott 1921. március 19-től 29-ig. Prohászka Angela feljegyzése nyomán; Stephaneum Ny., Bp., 1922
- Elbeszélések és útirajzok; Szt. István Társulat, Bp., 1923 (Szent István könyvek)
- Dr. Prohászka Ottokár székesfehérvári püspök konferencia beszédei, melyeket a budapesti egyetemi templomban mondott 1923. március 24-től 28-ig a Szociális Missziótársulat lelkigyakorlatain. Prohászka Angela feljegyzése nyomán; Stephaneum Ny., Bp., 1923
- Dr. Prohászka Ottokár székesfehérvári püspök konferencia beszédei, melyeket a budapesti egyetemi templomban mondott 1924. április 12-től a Szociális Missziótársulat lelkigyakorlatain. Prohászka Angela feljegyzése nyomán; Misszió Ny., Kiskunmajsa, 1924
- A bűnbocsánat szentsége; Szt. István Társulat, Bp., 1924 (Szent István könyvek)
- Dr. Prohászka Ottokár székesfehérvári megyés püspök konferencia beszédei, melyeket a Szociális Missziótársulat tagjainak tartott az 1924–25. évben; Szociális Missziótársulat, Bp., 1925
- Élő vizek forrása. Elmélkedések Jézus szentséges szívéről; Szociális Missziótársulat, Bp., 1927
- Szentlélek hárfája. Prohászka imakönyv; Szociális Misszió, Bp., 1927
- Prohászka Ottokár missziós körlevelei; sajtó alá rend. Farkas Edith; Szociális Misszió, Bp., 1927
- Prohászka. Tanulmányok; összegyűjtötte Brisits Frigyes; Szociális Misszió, Bp., 1927
- Prohászka breviárium; összeáll. Brisits Frigyes; Élet, Bp., 1927 (A Zászlónk könyvtára)

### Halála után, a rendszerváltásig (1928–1989)[20]
- Prohászka Ottokár összegyűjtött munkái; Szt. István Társulat, Bp., 1928–1929[21]
- Élet igéi. Beszédek, 1-2; Szt. István Társulat, Bp., 1928–1929
- Élet kenyere. Az Oltáriszentség imádása; összeáll. Schütz Antal; Szt. István Társulat, Bp., 1930
- Elmélkedések az Evangéliumról; Szt. István Társulat, Bp., 1936[22]
- Iránytű; sajtó alá rend. Schütz Antal; Szent István Társulat, Bp., 1940
- Naplójegyzetek. Soliloquia-szemelvények; Opus Mystici Corporis, Bécs, 1960 (Prohászka Ottokár válogatott munkái)
- Maróthy-Meizler Károly: Prohászka, a napbaöltözött forradalmár, 1-3; Pannonia, Buenos Aires, 1960–1962
  - 1. Új Magyarországot! Prohászka Ottokár eszmevilága, értékelése Szemelvények összegyűjtött munkái 25 kötetéből; 1960
  - 2. Új embert! Prohászka Ottokár eszmevilága, értékelése Szemelvények összegyűjtött munkái 25 kötetéből; 1961
  - 3. Prohászka lelke. Prohászka Ottokár eszmevilága és értékelése. Szemelvények összegyűjtött munkái 25 kötetéből; 1962

### 1990-től
- Modern katolicizmus. Válogatás Prohászka műveiből; szerk. Koncz Lajos; Szt. István Társulat, Bp., 1990
- Harmatozzatok…! Adventi elmélkedések; Szt. Gellért, Szeged, 1991
- A nagyböjt is tavasz. Elmélkedések, keresztúti ájtatosság; Új Ember, Bp., 1994 (Új Ember-füzetek)
- A Mária-Valéria hídról és az életről; Controlling System 2000, Esztergom, 1995
- Naplójegyzetek, 1-3; 2. jav. kiad; Agapé–Távlatok–Ottokár Püspök Alapítvány, Szeged–Bp.–Székesfehérvár, 1997
- Prohászka-interjú, 1-3; vál. Barlay Ö. Szabolcs; magánkiadás, Bp., 1998-2000
- Élő kereszténység; szerk., utószó Frenyó Zoltán; Kairosz, Szentendre, 1998
- Prohászka önmagáról; szerk., bev. Szabó Ferenc, életrajz Barlay Ö. Szabolcs, Szabó Ferenc; Agapé, Szeged, 1999 (Mai írók és gondolkodók)
- Gondolatok mindennapra; összeáll. György Attila; Szt. Gellért, Bp., 1999
- Kultúra és terror; előszó Kajetán Endre, utószó Szíj Rezső; 2. bőv. kiad; Szenci Molnár Társaság, Bp., 2000 (Új kincsestár)
- Soliloquia. Napló, 1-3; Prohászka, Székesfehérvár, 2002–2005
  - 1. Róma, 1877–1882; 2002
  - 2. Esztergom, 1883–1890; 2003
  - 3. Esztergom, 1891–1904; 2005
- Az én antiszemitizmusom. Összegyűjtött zsidó tárgyú írásai és beszédei Bosnyák Zoltán bevezető tanulmányával; összegyűjt. ifj. Tompó László; Gede, Bp., 2003
- Modern pünkösd; vál., szerk., jegyz. Frenyó Zoltán; Tinta, Bp., 2005
- Prohászka utolsó szentbeszédei. Pápa, 1927. március; Prohászka Baráti Kör, Székesfehérvár, 2006
- Prohászka Ottokár parlamenti beszédei; összeáll., előszó Kiss Antal, jegyz. Barlay Ö. Szabolcs; Prohászka, Székesfehérvár, 2006 (Írások Prohászkáról)
- Prohászka, a költő. Tanulmányok és szöveggyűjtemény a püspök születésének 150. évfordulójára; szerk. W. Balassa Zsuzsa; Kairosz, Bp., 2008
- Napló, 1-3; szerk. Felsővályi Ákos; Prohászka Baráti Kör, Székesfehérvár, 2011–2013 (Prohászka Ottokár jubileumi sorozat)
  - 1. 1877–1905; 2011
  - 2. 1907–1919; 2012
  - 3. 1919–1927; 2013
- Amíg élek, remélek. Fohásznyi elmélkedések az esztendő minden napjára; összeáll. Nagy Alexandra; Szt. Gellért, Bp., 2014
- Legyetek világító emberek; szerk. Nagy Alexandra; Szt. Gellért, Bp., 2018
- Válogatás Prohászka Ottokár közszerepléseiből, 1919–1927. Cikkek, interjúk, beszédek; vál., sajtó alá rend., bev., jegyz. Fazekas Csaba; Bíbor, Miskolc, 2019
- Gyakorlati kereszténység. Prohászka Ottokár 15 útmutató írása; vál., szerk. Frenyó Zoltán; Tinta, Bp., 2020 (Iránytű)
- Az igazi karácsony. Esszék és elmélkedések a legszentebb éj titkairól; vál., szerk. Kindelmann Győző; Szt. István Társulat, Bp., 2020
- A szeretet mint erő. Naplójegyzetek a világháborútól a vörös diktatúrán át 1921-ig; szerk. Szakács Árpád, jegyz. Tompó László, Szász Péter, Szilágyi Erzsébet, szöveggond. Tompó László, Szilágyi Erzsébet, ford. Szász Péter, Szilágyi Erzsébet; Kárpátia Stúdió, Köröstarkány–Balatonfőkajár–Bp., 2023

### Összegyűjtött munkái 25 kötetben; 1928–1929
Prohászka Ottokár összegyűjtött munkái; Szt. István Társulat, Bp., 1928–1929
- Hit és ész. Hitvédelmi dolgozatok; 1928
- Kultúra és terror. A társadalmi kérdés; 1928
- Világosság a sötétségben. Pásztorlevelek; 1928
- Élő vizek forrása; 1928
- Isten és a világ. Missziós levelek; 1928
- A keresztény bűnbánat és bűnbocsánat; 1928
- Föld és ég. Kutatások a geológia és theológia érintkező pontjai körül, 1-2; 1928
- A diadalmas világnézet; 1928
- Elmélkedések az evangéliumról, 1-2; 1928
- Magasságok felé; 1928
- Korunk lelke; 1928
- Ünnepnapok. Emlékezések; 1928
- Az elme útjain. Bölcseleti dolgozatok; 1928
- Utak és állomások. Útirajzok és -naplók; 1928
- Új elmélkedések; 1929
- Az Úr házáért; 1929
- Az igazság napszámában; 1929
- Iránytű; 1929
- Soliloquia; 1929
- Sion hegyén; 1929